# Марджорі Джестрінґ
Марджорі Джестрінґ (англ. Marjorie Gestring, 18 листопада 1922 — 20 квітня 1992) — американська стрибунка у воду.
Олімпійська чемпіонка 1936 року.